# 古爾本基安美術館
古爾本基安美術館（葡萄牙語：Museu Calouste Gulbenkian）是位於葡萄牙首都里斯本的一座美術館，收藏有古典及現代藝術的美術品。

## 历史
博物館由富商卡劳斯特•古爾本基安1957年創建，1968年完工。現在則是由卡劳斯特·古爾本基安運營。

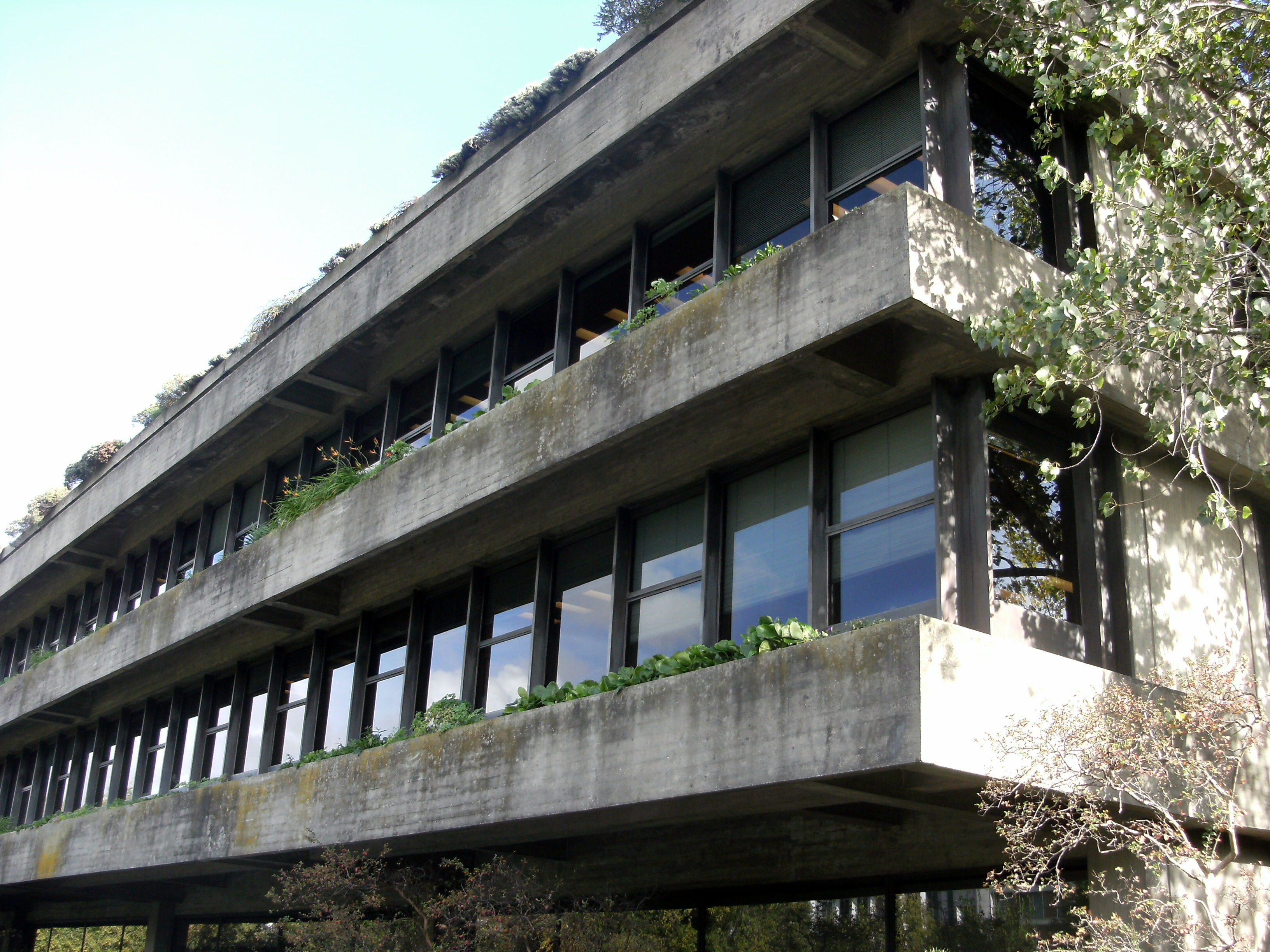
古尔本基安美术馆

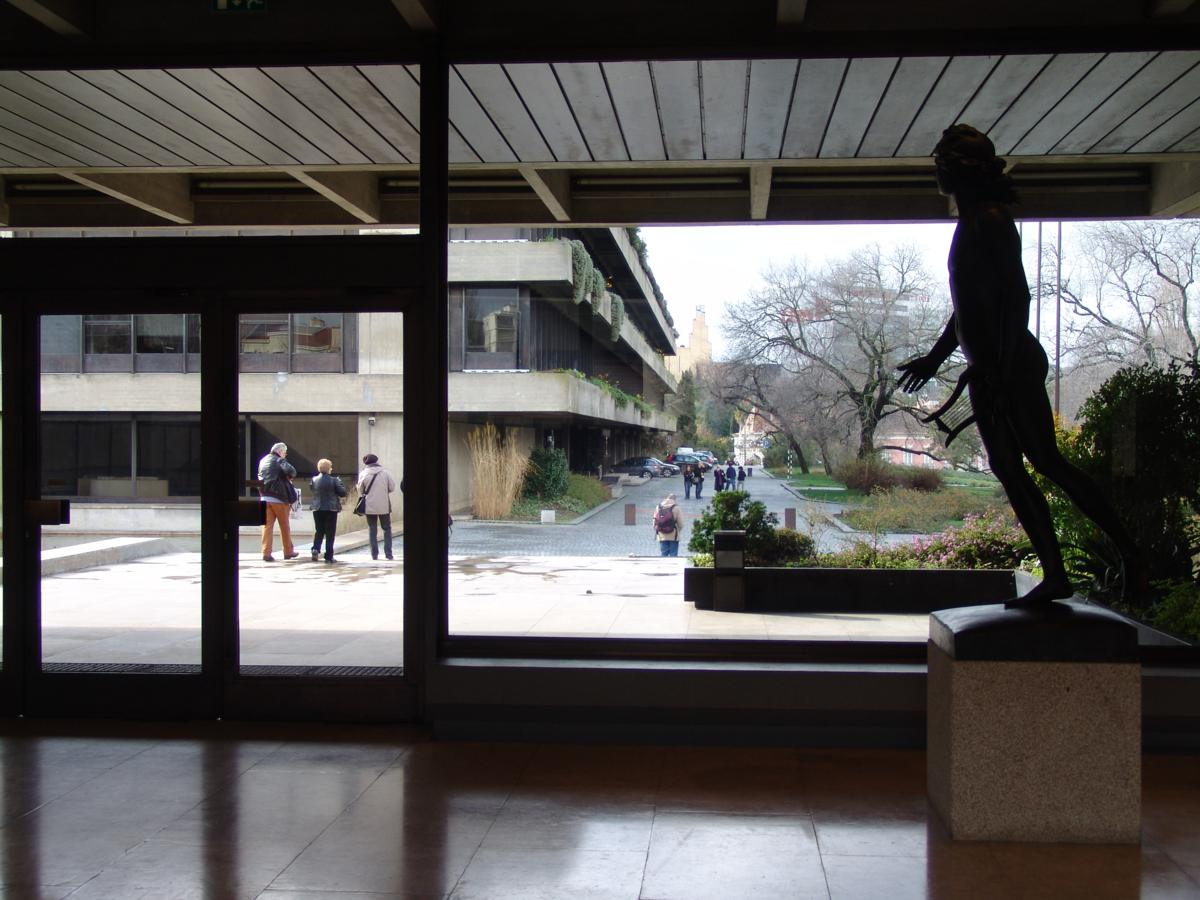
古尔本基安美术馆现代艺术中心

## 外部連結
- Official website

38°44′12″N 9°09′15″W / 38.73667°N 9.15417°W